# Sint-Laurentiuskerk (Sint-Laureins-Berchem)

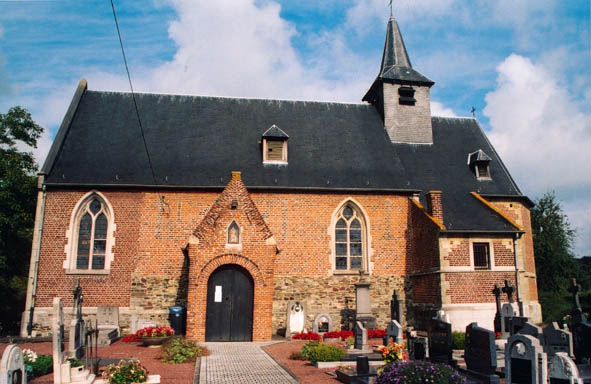
Sint-Laurentiuskerk

De Sint-Laurentiuskerk is de parochiekerk van de tot de Vlaams-Brabantse gemeente Sint-Pieters-Leeuw behorende plaats Sint-Laureins-Berchem, gelegen aan de Sint-Laureinsstraat.

## Geschiedenis
De kapel ontstond, evenals die van het nabijgelegen Oudenaken als hofkapel. In 1164 kwamen de rechten van beide kapellen aan de Abdij van Affligem. Een legende beweert dat de (houten) kapel al in de 5e eeuw zou zijn ingewijd door Sint-Remigius. Deze kapel zou door de bliksem getroffen zijn waarna een vroegromaans kerkje werd gebouwd.
Tijdens de godsdiensttwisten einde 16e eeuw werd dit kerkje, op de traptoren na, verwoest en daarna herbouwd in gewijzigde vorm. Als zodanig ontstond een laatgotisch kerkje met een 12e-eeuwse traptoren, een 15e-eeuws koor, een van 1602-1610 gebouwd laatgotisch schip, een 18e-eeuws zuidportaal en een -in de 20e eeuw gewijzigde- sacristie van 1771. In 1902 werd, naar ontwerp van Jules Rau, de kerk naar het westen toe met één travee verlengd.

## Gebouw
Het betreft een georiënteerd eenbeukig bakstenen kerkgebouw, voornamelijk laatgotisch, met een zuidportaal en een met leien beklede dakruiter. De kerk heeft een driezijdig afgesloten koor.

## Interieur
In het koor bevindt zich een muurnis van 1520 met beeldengroep Bewening van Christus. Ook is er een 17e-eeuwse muurnis in renaissancestijl.
De kerk bezit een 15e-eeuws gepolychromeerd Sint-Laurentiusbeeld.